# Festus (Missouri)
|  | Dieser Artikel wurde aufgrund von inhaltlichen Mängeln auf der Qualitätssicherungsseite des Projektes USA eingetragen. Hilf mit, die Qualität dieses Artikels auf ein akzeptables Niveau zu bringen, und beteilige dich an der Diskussion! Eine nähere Beschreibung der zu behebenden Mängel fehlt. |

Festus ist eine Stadt in Missouri, USA. Sie liegt 48 km südlich von St. Louis in deren Ballungsraum und gehört zum Jefferson County. Das U.S. Census Bureau hat bei der Volkszählung 2020 eine Einwohnerzahl von 12.706 ermittelt.

## Geschichte
Festus wurde um 1878 von W. J. Adams unter dem Namen Limitville gegründet. Weil die ersten Geschäfte hauptsächlich Saloons waren, erhielt die Stadt bald den Spitznamen „Tanglefoot“ (frei übersetzt „Trunkenbold“).
Es wurde über eine Eingemeindung mit dem Nachbarort nachgedacht, doch dann entschied man sich dafür, der Stadt einen ehrwürdigeren Namen zu geben. Die Legende besagt, der Name sei während eines Gottesdienstes gefunden worden, als die Bibel an zufälliger Stelle aufgeschlagen wurde und der Name von Porcius Festus, Gouverneur von Judäa im Jahr 60 n. Chr. ins Auge sprang.    
Im Jahr 1888 wurde Festus als „Stadt 4. Ordnung“ amtlich eingetragen.    
Die heutige Verwaltungsstruktur, mit einem Bürgermeister, Stadtrat und einem Verwalter der Stadt, der für die tägliche Umsetzung der Stadtratsbeschlüsse verantwortlich ist, wurde im Jahr 1976 festgelegt.